# کیو هایان
کیو هایان (انگلیسی: Qiu Haiyan؛ زادهٔ ۱۷ ژوئن ۱۹۷۴) بازیکن فوتبال اهل چین است.
وی همچنین در تیم ملی فوتبال زنان چین بازی کرده‌است.